# سیسی بوی

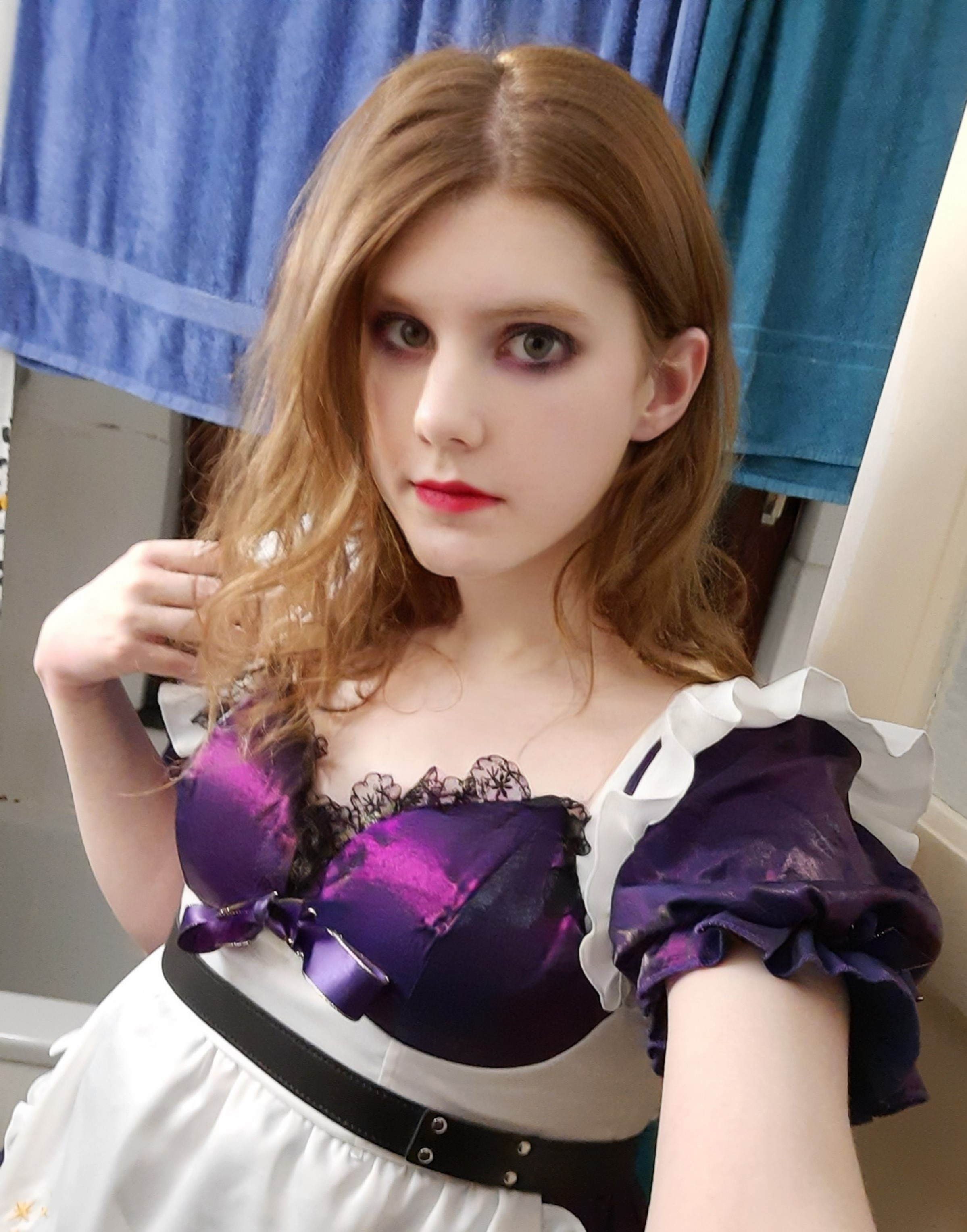
یک شخص با جنسیت مذکر با آرایش و لباس زنانه

سیسی بوی (به انگلیسی: Sissy boy) یک اصطلاح تحقیرآمیز می‌باشد که به پسران و مردانی که به شکل طبیعی دارای زنانگی هستند، می‌گویند و به همجنسگرایی مرتبط می‌باشد-->. پسر سیسی و مرد سیسی هم از دیگر نام‌های رایج می‌باشند. آن‌ها معمولاً لباس‌های زنانه می‌پوشند.
یک سیسی بوی ممکن است ظاهری شبیه به مردان معمولی داشته باشد اما از تولد و به شکل طبیعی دارای زنانگی فکری است. هرچند در موارد بسیاری یک سیسی بوی می‌تواند زنانگی جسمی هم داشته باشد. با وجود اینکه سیسی شدن یک پسر از بدو تولد اتفاق می‌افتد و یک حس طبیعی در آن فرد است، ممکن است شخص با تأثیر عوامل محیطی به‌انواع حادتر آن دچار شود. -->

## خوی بچه‌گانه پارافیل
خوی بچه‌گانه پارافیل نوعی از سیسی بوی است که شخص مایل است مثل یک دختربچه با او رفتار شود، مثل دختربچه‌ها بپوشد و نقش دختر را بازی کند.

## سیسی‌هراسی
از سال ۱۹۷۴ اصطلاح سیسی‌هراسی به وجود آمد و به واکنش منفی افراد در مواجهه شدن با سیسی‌بوی‌ها می‌گویند.

## نگارخانه

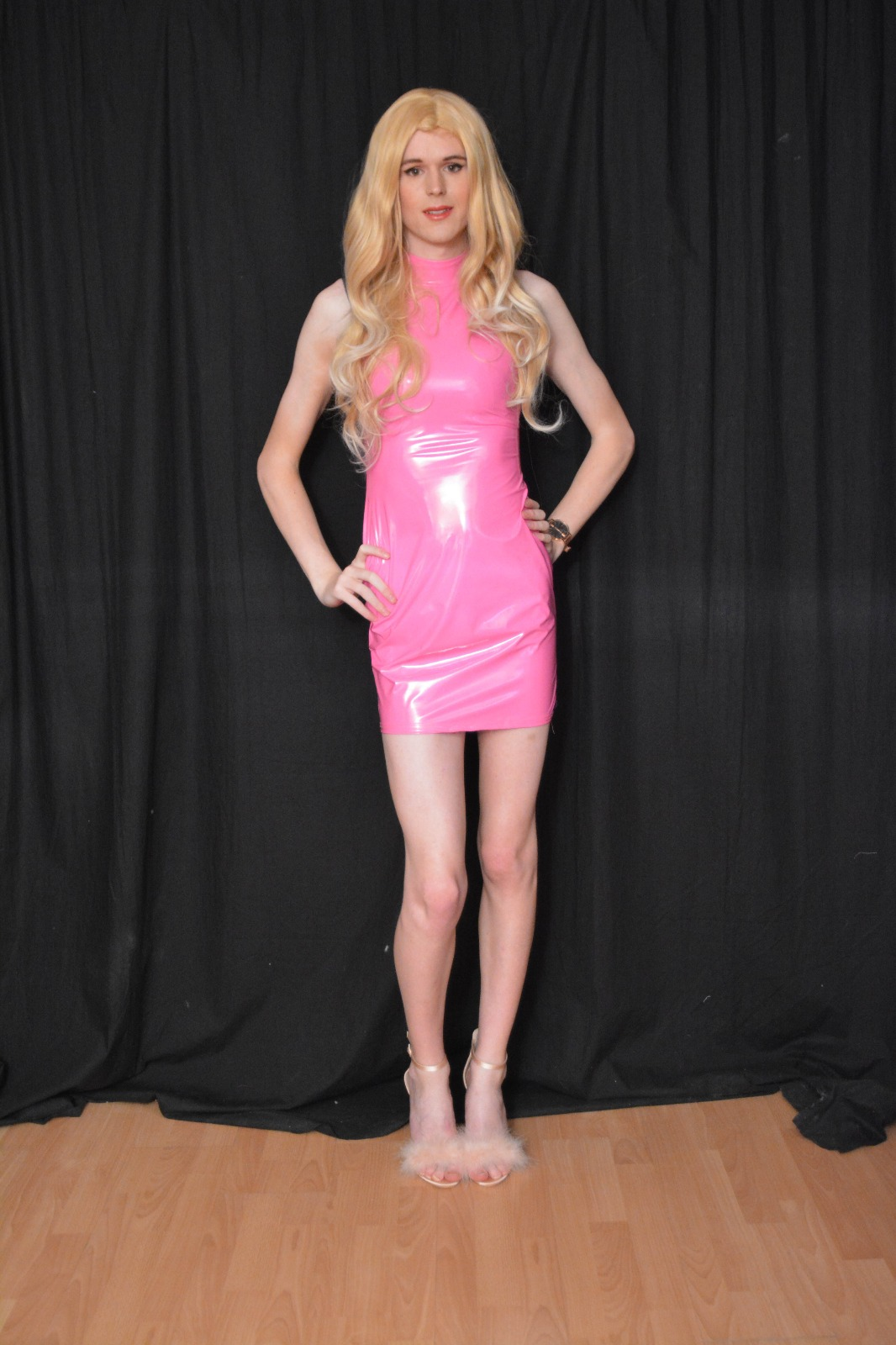
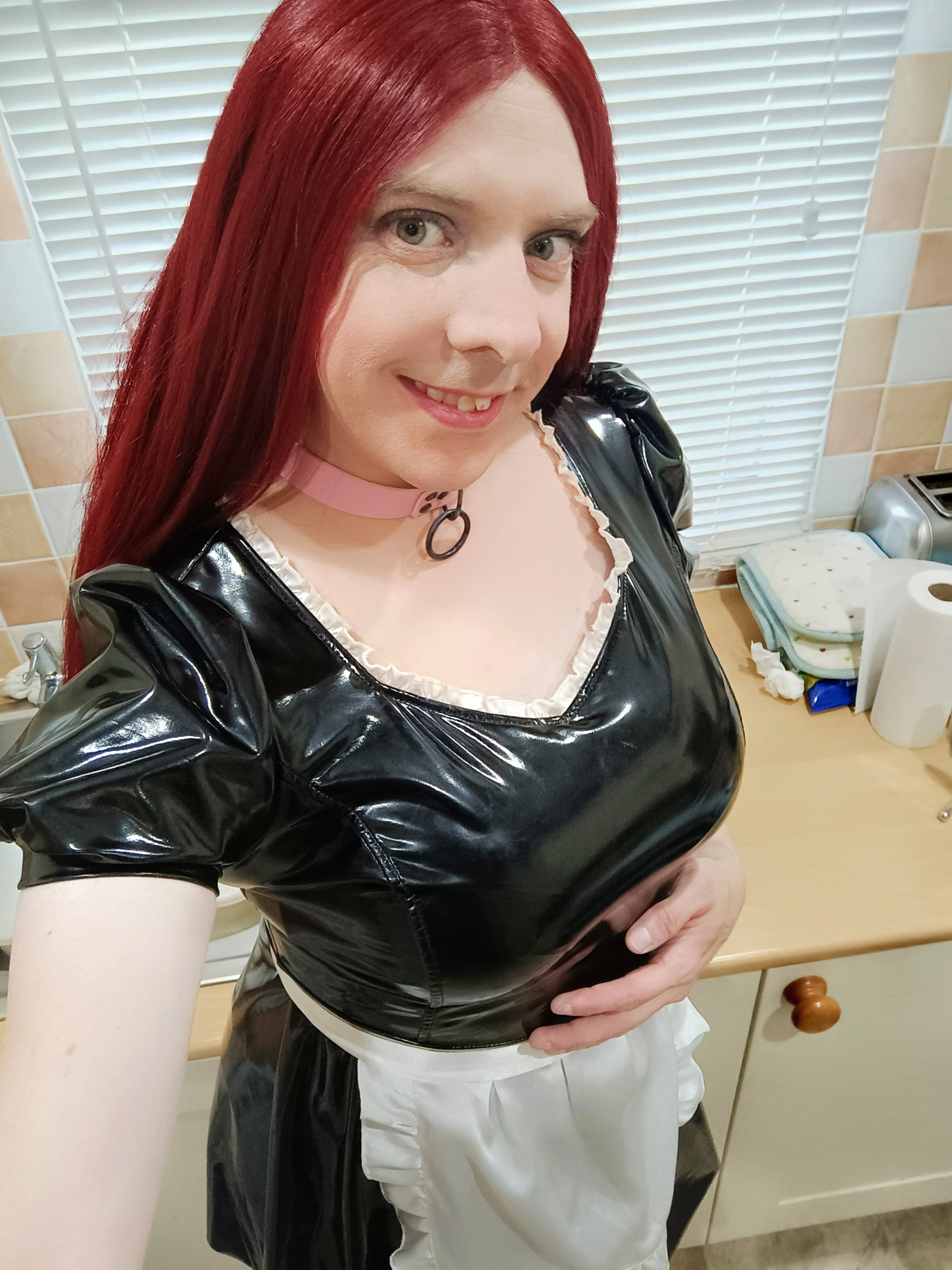
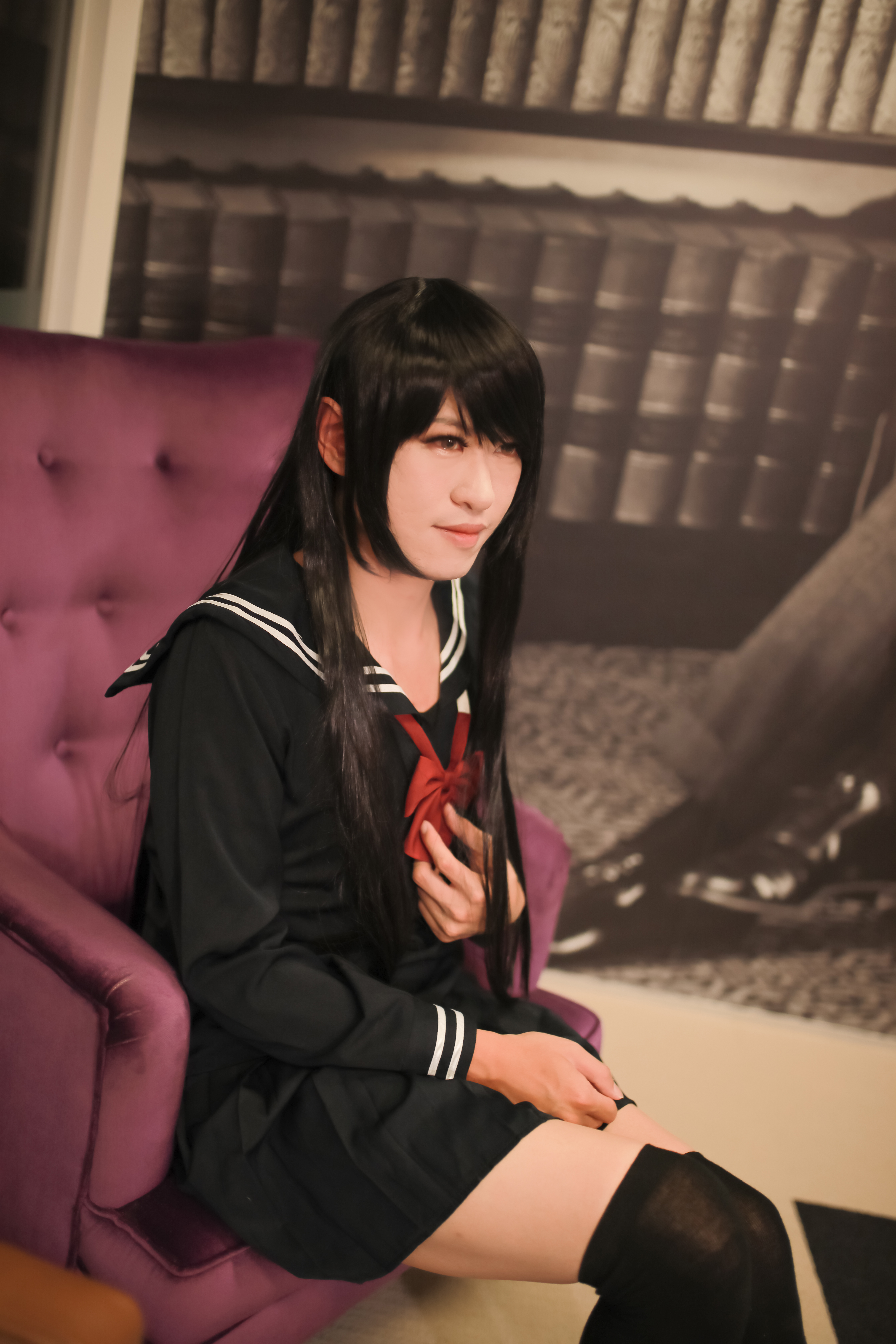
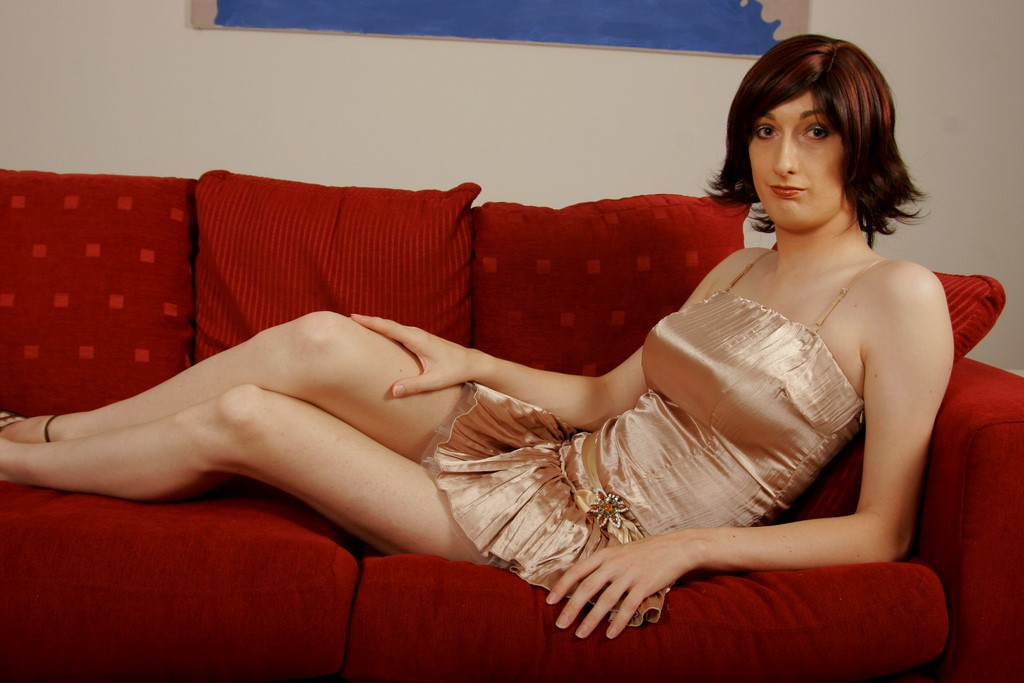
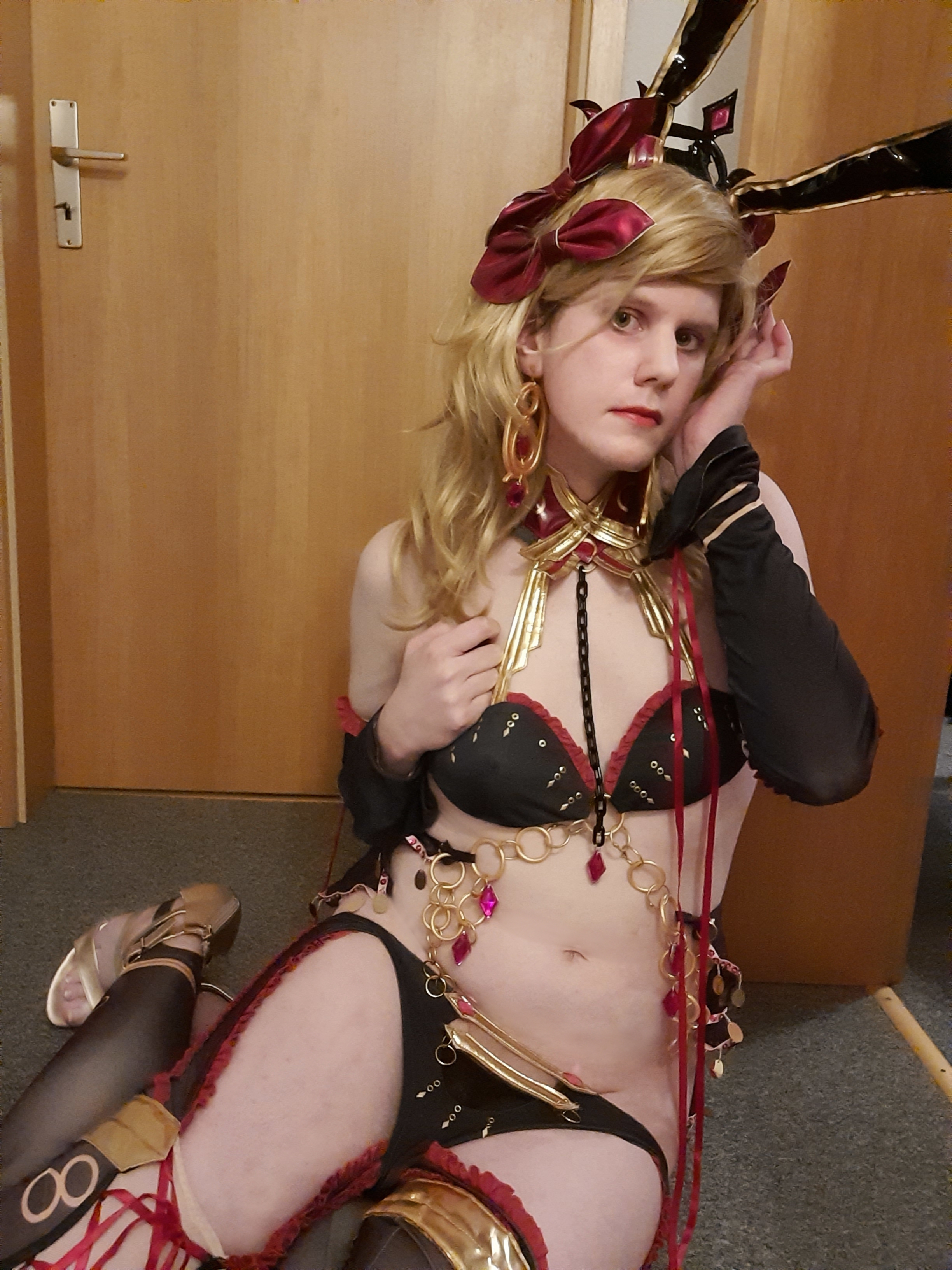

تصویر فمبوی